# Huecco (álbum)
Huecco es el primer álbum de estudio del cantante español Huecco. Este trabajo, que salió a la venta el 14 de marzo de 2006, entró en el puesto número 42 de los cien discos más vendidos en España. También se editó en México, Estados Unidos, Portugal, Chile, Puerto Rico y Colombia. En él se mezclan ritmos y estilos tan variados como la rumba, el rock, el mambo, el pop, el reguetón, la samba o el ska. Todo un mestizaje musical que dio como resultado el denominado rumbatón. Con los tres sencillos se que extrajeron del álbum, Huecco logró vender más de 250.000 tonos para el móvil. El disco, por su parte, alcanzó el disco de oro en España. Para promocionar este trabajo, Huecco realizó una extensa gira veraniega que le llevó por distintas ciudades de España entre junio y septiembre de 2006.

## Lista de canciones
| N.º | Título                         | Escritor(es) | Duración |  |
| 1.  | «Pa' mi guerrera (Reprise)»    | Huecco       | 4:23     |  |
| 2.  | «Tacones baratos»              | Huecco       | 3:47     |  |
| 3.  | «Rayos»                        | Huecco       | 3:22     |  |
| 4.  | «El chicle infinito»           | Huecco       | 4:25     |  |
| 5.  | «Mamba negra»                  | Huecco       | 3:29     |  |
| 6.  | «Mis 100 últimas mañanas»      | Huecco       | 3:34     |  |
| 7.  | «Idiota»                       | Huecco       | 3:57     |  |
| 8.  | «No te lloraré»                | Huecco       | 3:55     |  |
| 9.  | «Apache»                       | Huecco       | 3:30     |  |
| 10. | «Paloma sigue llorando»        | Huecco       | 4:12     |  |
| 11. | «Me quemas»                    | Huecco       | 3:19     |  |
| 12. | «Inmigrante boy»               | Huecco       | 3:42     |  |
| 13. | «Pa' mi guerrera (Radio edit)» | Huecco       | 3:38     |  |

## Posiciones y certificaciones

### Semanales
| País   | Ranking         | Primera semana | Posición de ingreso | Mejor posición | Semanas en la mejor posición | Semanas en el ranking | Última semana |
| ------ | --------------- | -------------- | ------------------- | -------------- | ---------------------------- | --------------------- | ------------- |
| Europa |                 |                |                     |                |                              |                       |               |
| España | Top 100 álbumes | 13/03/06       | 42                  | 19             | 1                            | 14                    | -             |

### Copias y certificaciones
| País   | Proveedor  | Año  | Certificación | Copias certificadas (según IFPI) |
| Europa |            |      |               |                                  |
| España | Promusicae | 2006 | Oro           | 40.000                           |